# Parisina Malatesta

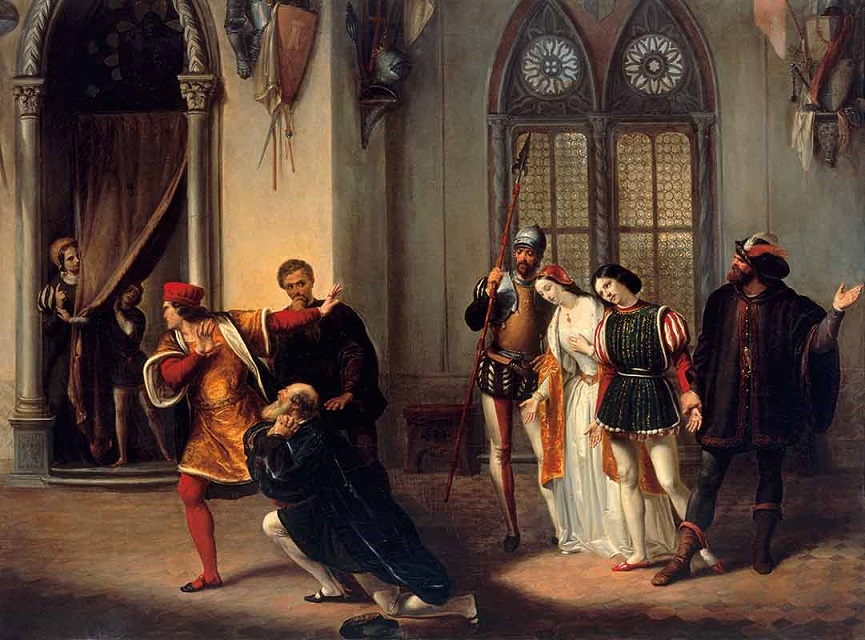
Cuadro de Girolamo Domenichini que muestra la condena a muerte de Parisina y de Ugo (1836)

Laura Malatesta (1404 - 21 de mayo de 1425), más conocida como Parisina Malatesta, era la hija de Andrés Malatesta, señor de Cesena, y su segunda esposa, Lucrezia Ordelaffi. Tuvo una aventura con su hijastro ilegítimo Hugo de Este, y ambos fueron decapitados por orden de su esposo, el marqués Nicolás III de Este de Ferrara.
Con pequeñas modificaciones, la historia de este adulterio y desastrada muerte se convirtió, en la pluma de Matteo Bandello, en la novella 44 de la 1ª parte de sus Novelle (Lucca, Busdrago, 1554). Esta novela, traducida al español por Vicente de Millis Godínez a partir de la versión francesa de François de Belleforest (París, Sertenas, Robinot, 1560) como undécima de las Historias tragicas exemplares (Salamanca, Pedro Lasso/Juan de Millis Godínez y Claudio Curlet, 1589), sirvió de base a Lope de Vega para la más famosa de sus pocas tragedias, El castigo sin venganza. Después de que Edward Gibbon mencionara esta historia, Lord Byron escribió en 1816 el poema Parisina, que fue seguido por óperas del mismo nombre de Donizetti y Mascagni.
Recibió una educación refinada en la corte de Rímini de su tío Carlo Malatesta. Se casó a los catorce años con Nicolás III de Este, quizás atraído este por la inteligencia, la cultura y la vivacidad de espíritu de la joven. De ahí que Nicolás le diera carta blanca en todo lo concerniente a la vida material del palacio y de la corte de Ferrara, y de las numerosas villas campestres de la familia. Durante los siete años en que estuvo al frente, la corte conoció un lustre que no había tenido hasta entonces. Probablemente el interés por los asuntos públicos provenía de lo que había vivido en la corte de Rímini, donde su tío Carlo había asociado a su mujer Isabel Gonzaga al gobierno de la Señoría. Como han señalado Crouzet-Pavan y Maire Vigueur, Parisina «no se contentó con los dominios "reservados" a la esposa del señor: la vida y las necesidades de la corte, el mecenazgo artístico o la esfera religiosa. Ella dio órdenes a los oficiales de la cancillería como si fueran los suyos. Sustituyó a su marido en la gestión cotidiana de la Señoría para numerosos pequeños asuntos».
Parisina se enamoró del hijo mayor de su esposo, que a pesar de que era ilegítimo era el preferido de Nicolás y había sido designado por este para ser su sucesor como señor de Ferrara. Descubierta su relación, fueron condenados a la decapitación que se llevó a cabo en los subterráneos del palacio. Parisina tenía 21 años.